# Sveta Trojica v Slovenskih goricah
Sveta Trojica v Slovenskih goricah – wieś w Słowenii, siedziba gminy Sveta Trojica v Slovenskih goricah. W 2018 roku liczyła 735 mieszkańców.